# Журнал Політсатири №1
"Журнал Політсатири № 1" - радянський короткометражний мальований мультфільм-плакат 1938 року, знятий на студії "Союзмультфільм". Над мультфільмом працювали майстри радянської мультиплікації – Іван Іванов-Вано, Володимир Полковников, Леонід Амальрік тощо. Не зберігся.

## Сюжет
Мультфільм складався з чотирьох сюжетів - "Японські самураї" (реж. Олександр Іванов), «Чотири заяви» (реж. Дмитро Бабиченко), «Добрий вісник» (реж. Іван Іванов-Вано) та «Політика невтручання» (реж. Володимир Полковников, Леонід Амальрік).

## Про мультфільм
Зі спогадів Бабиченко:
"..."Політжурнал № 1" був створений чотирма режисерами, кожен з яких брав на себе здійснення одного сюжету. Сюжети створювалися за участю колективу «Крокодила», а часом і за темами опублікованих у цьому журналі карикатур. "Чотири заяви", присвячений оборонній темі. Цей сюжет складався з чотирьох маленьких епізодів, навіяних провокаціями японських імперіалістів на Халхінголі. Третій епізод зображував японського імперіаліста. від нападу на Радянську країну краще утриматися Четвертий, останній епізод сюжету був натурним, ігровим: молодий робітник подавав заяву про прийом його добровольцем до лав Червоної Армії. У цьому ж номері «Політжурналу №1» був ще один сюжет, присвячений японським імперіалістам. Називався він «Влипли», і робив його А. Іванов на тему, також запозиченої з журналу «Крокодил». Було зображено мапу Східної Азії, вірніше, та її частина, в якій розташований Китай. На шматок липкого паперу, за конфігурацією відповідної карти Китаю, спрямовувалися злі мухи японські імперіалісти, і тут вони «влипали в тривалу боротьбу з волелюбним китайським народом». Зі змісту обох сюжетів видно, що вони вирішувалися як жваві карикатури. У цьому була відома перевага: сюжет, його задум легко прочитувалися глядачем. Але карикатури завжди відрізняються крайнім лаконізмом розвитку дії, і це зумовлювало необхідність дуже стислому викладі сюжетів на екрані. Тим часом сюжети журналу були розтягнуті, кожен із них складав близько отримування та демонстрував до п'яти хвилин".— Д.М. Бабиченко: Спогади про роботу в мультиплікаційній кінематографії, неопублікований рукопис, архів автора.